# Es Mercadal

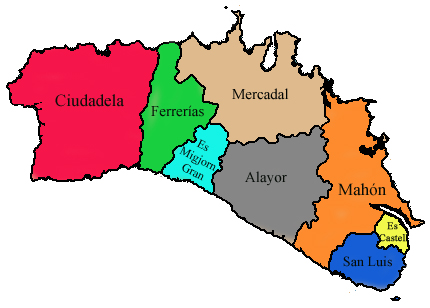

Es Mercadal là một đô thị trên đảo Menorca, thuộc quần đảo Baleares, Tây Ban Nha.